# Anastrangalia hirayamai
Anastrangalia hirayamai là một loài bọ cánh cứng trong họ Cerambycidae.